# Eremaeozetes darwini
Eremaeozetes darwini är en kvalsterart som beskrevs av Schatz 2000. Eremaeozetes darwini ingår i släktet Eremaeozetes och familjen Eremaeozetidae. Inga underarter finns listade i Catalogue of Life.